# فیزیک نوین

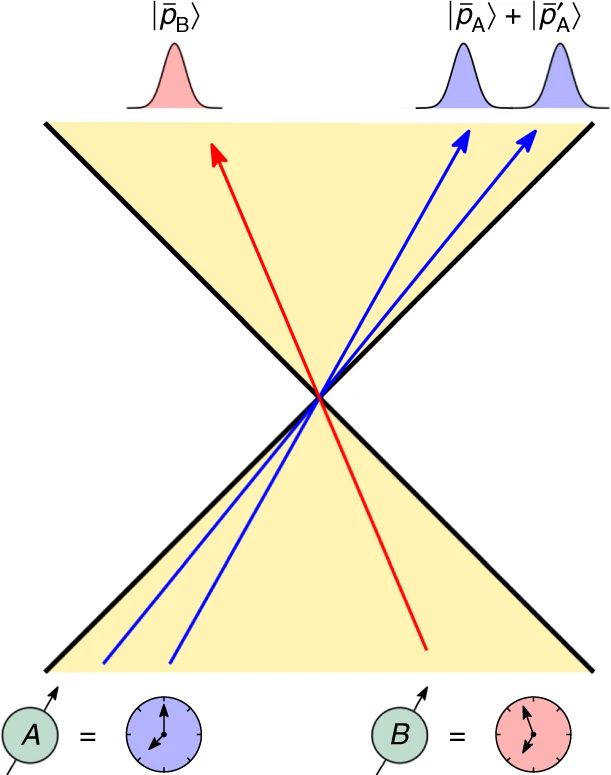
فیزیک کوانتوم

فیزیک نوین (فیزیک جدید یا فیزیک مدرن) به تحولاتی گفته می‌شود که با نظریه‌های نسبیت عام و فیزیک کوانتومی و کاربرد آنها در درک اتم، هسته اتم و ذرات تشکیل دهنده آن، آرایش اتم‌ها در مولکول‌ها و جامدات و در مقیاس کیهانی، منشأ و تحول عالم شروع شد؛ و در مقابل فیزیک کلاسیک قرار دارد که بر پایه نظریه‌های مکانیک نیوتونی و الکترومغناطیس ماکسولی می‌باشد.
در پایان سده نوزدهم میلادی تصور بر این بود که فیزیک کلاسیک می‌تواند با اطمینان تمام پدیده‌های فیزیکی را توجیه کند و حتی عقیده ماکس پلانک چنین بود که در زمینه فیزیک تمام کشفیات مهم انجام شده‌است؛ اما در آغاز سده بیستم دوره جالب و پرثمری در تاریخ دانش فیزیک پدید آمد؛ در این دوره، دانشمندان در شاخه‌های فیزیک اتمی و فیزیک هسته‌ای دستاوردهای قابل توجهی کسب کردند، که با استفاده از فیزیک کلاسیک توجیه پذیر نبود و معلوم شد که برای سازگار شدن رفتار الکترون‌ها و اتم‌ها با رفتار اشیای عادی اصول و مفاهیم کاملاً نوینی لازم است. نسبیت عام و مکانیک کوانتومی دو نظریه‌ای بودند که در آغاز سده بیستم از سوی آلبرت انیشتین، ورنر هایزنبرگ و دیگران ابراز شدند و بدین ترتیب، برای غلبه بر نارسایی‌های فیزیک کلاسیک در برخی زمینه‌ها فیزیک نوین به وجود آمد؛ فیزیک نوین در مباحث مربوط به پدیده‌های اتمی و هسته‌ای جانشین فیزیک کلاسیک شد، اما در مباحث مربوط به پدیده‌های ماکروسکوپی فیزیک کلاسیک هم چنان معتبر است و در واقع، حالت خاصی از دو نظریه جامع تر نسبیت عام و مکانیک کوانتومی است.
به زبان ساده‌تر فیزیک نوین (جدید) شاخه‌ای از علم فیزیک است که سه نظریه مهم را توجیه می‌کند: مکانیک کوانتومی، نسبیت خاص و نسبیت عام.